# Onze Associés
Le terme des « Onze Associés » désigne les entrepreneurs français qui, de 1796 à 1806, participèrent à la reconstruction économique de la ville de Cholet (aujourd’hui dans le département français de Maine-et-Loire), dans le contexte historique des suites de l’insurrection des vendéens, au sud de la Loire (Vendée militaire). Ils créèrent pour cela l’une des premières chambres de commerce et d’industrie de l’histoire de France, pour laquelle ils furent récompensés par Napoléon,.

## Médaille des Onze Associés
En l’honneur de leur souvenir, la Monnaie de Paris créé en 1998 une médaille à leur effigie : la Médaille des onze associés de la fabrique de Cholet. Cette médaille existe en deux versions : or et argent.